# Алън Тюринг
Алън Матисън Тюринг (на английски: Alan Mathison Turing) е британски математик, логик, криптоаналитик, информатик и философ. Има голям принос в развитието на компютърните науки с формализирането на концепциите за алгоритъм и изчислимост. Машината на Тюринг е абстрактен модел на компютър с общо предназначение. Алън Тюринг се смята за баща на теоретичната информатика и теорията на изкуствения интелект.
По време на Втората световна война Тюринг работи за Правителствената школа по кодиране и шифроване в Блечли Парк – британския център за криптоанализ. За известно време оглавява групата, чиято задача е разкодирането на шифрите, ползвани от германските военноморски сили. Създава няколко метода за криптоанализ и прави подобрения на използваната за целта изчислителна електромеханична машина „Бомба", което прави възможно дешифрирането на кодовете на „Енигма“.
След войната Алън Тюринг работи в Националната физическа лаборатория, където създава ACE – един от първите програмируеми компютри. През 1948 г. постъпва в Манчестърския университет, където участва в създаването на т.нар. манчестърски компютри. По това време започва да се интересува от математическа биология, пише статии за химичната основа на морфогенезата и предсказва химически реакции, протичащи в колеблив режим като реакцията на Белоусов – Жаботински, наблюдавана за пръв път през 60-те години на XX век.
През 1952 г. Тюринг е съден за хомосексуалност, която по това време все още се смята за престъпление във Великобритания. Избира да бъде подложен на химическа кастрация, вместо да отиде в затвора. Умира през 1954 г. от отравяне с цианид, като според следствието става дума за самоубийство, но някои негови близки смятат, че смъртта му е нещастен случай. През 2009 г. след подета обществена кампания за реабилитацията му министър-председателят Гордън Браун се извинява официално за отношението на държавата към Тюринг, а през 2013 г. кралица Елизабет II го помилва посмъртно.

## Ранни години
Алън Тюринг е роден на 23 юни 1912 г. в Лондон. Баща му Джулиъс Матисън Тюринг работи за британската администрация в колониална Индия. Майка му е Сара Стоуни (1881 – 1976 г.), дъщеря на главния инженер на мадраската железница. Двамата искат детето да се роди в Англия и се завръщат в Лондон. След раждането му бащата продължава да работи в индийската администрация и родителите често пътуват между дома си в Гилдфорд и Индия, оставяйки Алън и по-големия му брат Джон при семейни приятели в Хейстингс. Още в съвсем ранна възраст Алън показва признаци за изключителните способности, проявени по-късно. Родителите му купуват къща в Гилдфорд през 1927 г. и Тюринг живее там по време на училищните ваканции.
На шестгодишна възраст Алън Тюринг е записан в училището Сейнт Майкълс, където преподавателите му забелязват неговите заложби. През 1926 г. той отива в Шърборн, известно и скъпо частно училище в Дорсет. Първият му учебен ден се пада по времето на генералната стачка във Великобритания, но той изминава сам с колело 97 километра от Саутхамптън до училището, преспивайки по пътя в хотел.
Влечението на Тюринг към математиката и природните науки не му носи уважението на някои от учителите в Шърборн, чиято представа за образованието е концентрирана по-скоро върху класическите дисциплини. Директорът на училището пише до родителите му: „Надявам се той да не падне между два стола. Ако иска да остане в училище, трябва да се стреми да стане образован. Ако иска да бъде научен работник, само си губи времето в частно училище.“
Въпреки това Тюринг продължава да показва забележителни способности в дисциплините, които харесва, като през 1927 г. решава сложни задачи, без дори да е учил математически анализ. През 1928 г., шестнадесетгодишен, той се запознава с работите на Алберт Айнщайн и дори сам достига до въпросите за валидността на законите на Нютон, поставени от Айнщайн, като ги екстраполира от текст, където те не са явно поставени.
В Шърборн Алън Тюринг се сприятелява с малко по-големия си съученик Кристофър Моркъм. В началото на последния им срок в Шърборн Моркъм внезапно умира в резултат на усложнения от туберкулоза по говедата, с която се заразява още като дете от инфектирано краве мляко. Случаят силно разтърсва Тюринг, като разклаща религиозната му вяра и го насочва към атеизма. Той се убеждава, че всички явления имат материален характер, включително работата на човешкия мозък, но продължава да вярва, че душата оцелява след смъртта.

## Университетско образование
Завършва математика в Кингс Колидж в Кеймбридж и дисертацията му върху централната гранична теорема прави такова впечатление, че на възраст от 22 години е избран за член на колежа през 1935 г. Защитава докторат по математика в Принстънския университет, където учи от 1936 до 1938 г. под научното ръководство на Алонсо Чърч.
Не само неговата ексцентричност, но и брилянтните му математически способности го отличават от другите. През 1936 г. Тюринг публикува известната си статия „Разрешими числа и приложение към Entscheidungsproblem“ („On Computable Numbers, with an Application to the Entscheidungsproblem“). Той преформулира теоремата на Курт Гьодел от 1931 г., като замества универсалния формален език на Гьодел, основан на аритметиката, с просто абстрактно изчислително устройство (нарича го „машина“), което може да извършва действия с произволни числа. Тази „машина“, която съдържа контролен блок, може да извършва няколко основни действия: четене, писане или изтриване на символи върху някаква среда, която той нарича лента (а днес бихме нарекли компютърна памет) и избутване или пренавиване на лентата. Тюринг доказва, че подобна машина е в състояние да извърши произволни математически изчисления, ако те бъдат представени като алгоритъм и формулира първите алгоритмично нерешими задачи, като отбелязва връзката им с теоремата на Гьодел. Тази машина на Тюринг по-късно е използвана като модел за разработването на първите компютри и продължава да е основен обект на изучаване в теорията на алгоритмите.

## Криптоанализ
Връщайки се след доктората си в Англия през 1938 г., той е вербуван от британските военни за секретния проект в Блечли Парк, който цели да разкодира шифъра за радиопредаване на свръхсекретни съобщения на немската армия с шифровъчната машина „Енигма“. Съюзниците успяват да получат плановете ѝ още в началото на войната с помощта на британското разузнаване. За самото разшифроване обаче е необходимо много време и е положен огромен труд. Тюринг помага за усъвършенстването на „Бомбата“ – високоскоростен електромеханичен компютър, разработен в Полша в предвоенните години и доразвит от британците, с който бързо и ефективно се тестват хиляди различни възможности за разбиване на шифъра на Енигма.
„Бомбата“ изпробва последователно варианти на настройките на Енигма (ред и положение на роторите и превключвателите на пулта), за да намери вярната комбинация с помощта на т.нар. „атака въз основа на открит текст“ (на английски: crib). За всяко възможно положение на роторите машината по електрически път извършва поредица от логически дедукции и когато установи противоречие, отхвърля това положение и продължава нататък. По този начин остават доста малко на брой положения за по-нататъшен анализ. След първата машина, заработила на 18 март 1940, са построени още. Към края на 1941 г. обаче се оказва, че хората и машините не могат да смогват да дешифрират със същата скорост, с която германците усъвършенстват шифъра, а усилията им да получат повече ресурси по канален ред са напразни. През октомври, нарушавайки всяка субординация, екипът начело с Тюринг пише директно до Уинстън Чърчил и описва затрудненията си и вероятните ползи от успеха на тяхната работа. Според биографа на Тюринг Андрю Ходжис това писмо има огромен ефект. Резолюцията на министър-председателя е „Да се действа днес. Да им се осигури всичко необходимо начаса и ми докладвайте.“ От този ден нататък работата по проекта потръгва, макар че авторите на писмото не са информирани. Към края на войната работят над 200 „Бомби“.
След като германците сменят системата на кодиране и преминават към роторна шифровъчна машина „Lorenz“, Тюринг предлага за разшифроване да се използват статистически методи и те залягат в принципа на действие на Colossus, един от първите в света компютри с електронни лампи. Самият той не участва директно в проекта, тъй като заминава за САЩ, където работи по проект за шифриране и дешифриране на човешка реч с кодово име Delilah. Тази разработка идва твърде късно, за да намери приложение във войната, макар че Тюринг успява да демонстрира работеща система, която шифрира и дешифрира реч на Чърчил. През 1946 г. Тюринг е удостоен с „Орден на Британската империя“ за работата си в Блечли Парк.

## Първите компютри
След войната групата по разшифроване е разпусната, но събраният опит по провеждане на изчисления с висока производителност намира приложение в разработването на първите компютри.
Тюринг живее в Лондон от 1945 до 1947 г. и работи по проекта на Националната физическа лаборатория за програмируем компютър (със съхранявана в паметта компютърна програма) Automatic Computing Engine (ACE). През 1946 пише статия, в която формулира детайлно концепцията си за такъв компютър. През 1948 г. става преподавател в Математическия факултет на Манчестърския университет, където участва в създаването на Марк I (голям компютър за Манчестърския университет, наследник на Манчестърската дребномащабна експериментална машина, известна като Baby) и се убеждава, че няма голяма разлика между това как човекът и машината обработват информацията. В статията си „Изчислителни машини и разум“ (Computing Machinery and Intelligence), публикувана в списание „Mind“ през 1950 г. предлага известния „Тест на Тюринг за изкуствен интелект“. Тестът е предназначен за проверка дали компютърът претежава разум в човешкия смисъл на думата. Вместо безсмисленият според него въпрос „Може ли машината да мисли?“ Тюринг предлага по-точна формулировка. Съвременната интерпретация на този тест е следната: Тестов субект взаимодейства дистанционно с двама събеседници – компютър и човек, на които задава въпроси; въз основа на отговорите на въпросите, тестовият субект е длъжен да определи с кого разговаря – с машината или с живия човек; задачата на компютърната програма е да въведе субекта в заблуда, карайки го по този начин да направи грешен избор. Тюринг предлага машината да се разглежда като мислеща (изкуствен интелект) тогава, когато тестовият субект не може да идентифицира машината. Тестът на Тюринг се счита за значителен принос към дебата, разгорял се по отношение на изкуствения интелект, който продължава вече повече от половин век.
Друг принос на Тюринг към ранните компютърни програми е разработената през 1948 г. заедно с Чамперноун (D. G. Champernowne), програма за игра на шах, предназначена за все още несъществуващ компютър. Програмата използва алгоритъм, наречен „Turochamp“ и е завършена през 1950 г., а през 1952 г. той се опитва да я стартира на един от компютрите в Манчестър – Ferranti Mark 1 – но се оказва, че изчислителните ресурси на машината са недостатъчни. Тогава Тюринг симулира работата на програмата, като всеки ход отнема около час, а първата игра на компютър срещу човек (колегата на Тюринг – Алик Глени) е добре документирана.
През 1951 г. Тюринг е избран за член на Британското кралско научно дружество.

## Тюринг и философията
Тюринг никога не е описвал сам себе си като философ, но неговата статия от 1950 г. „Computing Machinery and Intelligence“ е една от най-често цитираните във философската литература. Тя представлява оригинален подход към проблема разум-тяло (mind-body problem), като го свързва с математическата концепция за „изчислимост“, въведена от него самия в статията от 1936 – 37 г. „On computable numbers, with an application to the Entscheidungsproblem.“ Неговата работа може да се разглежда като основа на компютърните науки и на развитието на изкуствен интелект.

## Математическа биология
През последните години от живота си Тюринг започва да се интересува от теоретична и математическа биология и през 1952 г. публикува статията „Химически основи на морфогенезиса“ (на английски: The Chemical Basis of Morphogenesis). Интересува се от морфогенезата, развитието на форми и модели в биологичните организми. Основният му интерес е да открие значението на числата на Фибоначи за структурата на растенията. Неговото предположение е, че основните явления на морфогенезата биха могли да се обяснят с последователност от химически реакции и дифузия (на английски: reaction-diffusion system) За моделирането на процесите в такава система се използва система от линейни частни диференциални уравнения и се въвеждат малки случайни пертурбации в стабилността на хомогенното начално състояние, които да доведат до развитието на структурни модели. Макар по това време ролята на ДНК все още да не е разбрана, работата на Тюринг продължава да е от значение и се счита за основен труд в математическата биология. Експериментите показват, че неговата теория може частично да обясни растежа на перата, фоликулите, разклоненията в белите дробове и дори ляво-дясната асиметрия, според която сърцето се намира отляво. В статия от 2012 г. е установено, че премахването на някои гени влияе върху броя на пръстите на опитните животни, в съгласие с теорията на Тюринг. По-късните му работи в тази област са публикувани едва през 1992 г. в събраните съчинения Collected Works of A. M. Turing.

## Присъда за непристойно поведение
През януари 1952 г., на тридесет и девет години Алън Тюринг започва хомосексуална връзка с Арнолд Мъри, 19-годишен безработен, когото среща случайно в Манчестър. Скоро след това в къщата му проникват крадци, свързани с Мъри. Тюринг подава оплакване в полицията, но при това се разкрива хомосексуалният характер на връзката им, която според тогавашните закони представлява престъпление и двамата са обвинени в неприлично поведение и изпратени на съд. Предварителното дело се провежда в края на февруари и по съвет на адвокатите и роднините си Тюринг решава да се признае за виновен. Делото се гледа по същество на 31 март 1952 и той е осъден. За да избегне затвора, той се съгласява да се подложи на едногодишно хормонално лечение чрез инжекции със синтетичен естроген, като се е предполагало, че това ще промени неговата сексуална ориентация.
Присъдата на Тюринг има сериозни последствия: отнет му е достъпът до секретни материали и става невъзможно да продължи консултантската си работа за правителството (Government Communications Headquarters (GCHQ), британския център за правителствена връзка; макар че запазва работата си в университета). Освен това му отказват достъп в САЩ и дори посещението му в европейски страни се счита за рисково във връзка с общественото безпокойство, свързано с разкриването на съветски агенти (точно тогава са разкрити първите двама от Кеймбриджката петорка, Гай Бърджес и Доналд Маклийн, двойни агенти на КГБ. Тюринг никога не е обвиняван в шпионаж, но работата му в Блечли парк е секретна и според закона за държавна тайна (Official Secrets Act) той не може да я обсъжда с никого.

## Последни години
В по-късните години от живота си той изпада в депресия. Той не само е отбягван заради сексуалната си ориентация, но и насилственото му лечение има ефекти като гинекомастия и безплодие, които не са му били разкрити преди започването му.
Той умира на 7 юни 1954 г. поради отравяне с цианид. Смъртта му е обявена за самоубийство. Източникът на цианида често е бил приписван на полуизядената ябълка, намерена до тялото му, но тази идея, заедно с присъдата за самоубийство, са силно противоречиви. Това е поради факта, че ябълката никога не е била тествана за цианид, нито е известно дали той самият я е отровил, ако тя наистина е била източникът на цианида.
На 10 септември 2009 британският министър-председател Гордън Браун обнародва дълго извинение по повод на отношението към Тюринг, определяйки го като „ужасяващо“. Гордън Браун изказва съжалението си от ужасяващото третиране на Тюринг и на хиляди други англичани, породено от съществуващите тогава в страната хомофобски закони.
На 24 декември 2013 г. кралица Елизабет II подписва помилване за присъдата на Тюринг, с незабавно действие. Това действие на кралицата е било едва четвъртото кралско помилване, дадено от края на Втората световна война.

## Признание
В биографията на Тюринг, публикувана от Кралското дружество скоро след смъртта му, докато военновременната му работа все още е секретна, се казва:
| „                                                    | Качеството на неговото творчество се вижда от три забележителни статии върху три различни математически проблема, написани непосредствено преди войната... За работата си за Външно министерство е награден с Орден на Британската империя | “ |
| Biographical Memoirs of Fellows of the Royal Society | |   |

От 1966 г. насам Асоциацията по изчислителна техника (на английски: Association for Computing Machinery (ACM)) ежегодно присъжда награда Тюринг за технически и теоретични приноси, свързани с компютрите. Тя се счита за най-високата чест при компютрите, еквивалентна на Нобелова награда.
На 23 юни 1998 г., когато Тюринг би навършил 86 години, е открита официална синя плака на обект на English Heritage на неговото родно място Warrington Crescent в Лондон (по-късно Colonnade Hotel.
В Манчестър неговото име носи част от околовръстния път („Alan Turing Way“) и мост. През 2001 г. е поставена статуя на Тюринг в Саквил парк, която изобразява „бащата на компютърната наука“ седнал на пейка с ябълка в ръка. Надписът „бащата на компютърната наука“ е кодиран с кода на Енигма „IEKYF ROMSI ADXUO KVKZC GUBJ“.
През 1999 г. списание Тайм посочва Тюринг сред 100-те най-важни личности на 20 век
През 2002 в програмата на BBC „100-те най-велики британци“ Тюринг заема 21 място.
2012 година, когато би навършил сто години, е отбелязана с конференции, културни събития и публикации. Причината за този интерес се крие в това, че въпросът за силата и ограниченията на компютърните изчисления днес касаят практически всяка сфера на човешката дейност. Друга причина е новото отношение към човешката сексуалност в демократичните общества. Освен това, днес се оценява по-високо междудисциплинарното значение на работата му. Съчиненията му са издадени (eds. Cooper and van Leeuwen, 2013), придружени със съвременни коментари. Тюринг излиза от забравата и се превръща в една от най-изучаваните личности на съвременната наука.